# Manolo Blahnik
Manuel Blahnik Rodríguez, CBE, más conocido como Manolo Blahnik (Santa Cruz de La Palma, Santa Cruz de Tenerife, 27 de noviembre de 1942) es un diseñador de moda español. Es el fundador de una de las marcas de calzado más prestigiosas del mundo, que lleva su propio nombre. En 2012, Blahnik fue galardonado con el Premio Nacional de Diseño de Moda. Es doctor honoris causa concedido por la Universidad de La Laguna en el año 2016.

## Biografía

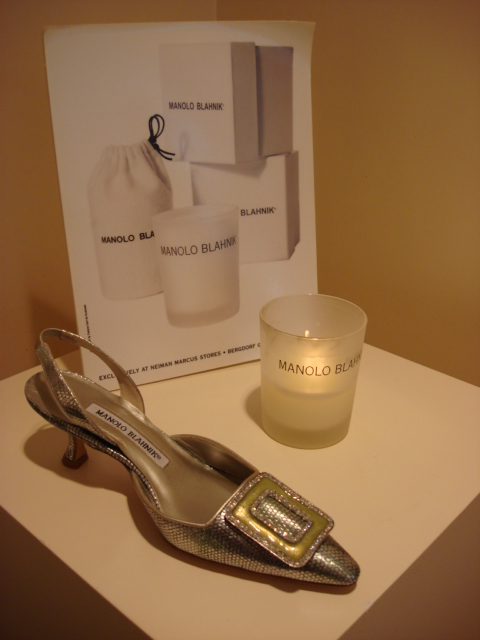
Zapato diseñado por Manolo Blahnik.

Hijo de padre checo y de madre española, nació en la isla de La Palma (Santa Cruz de Tenerife, España) y creció entre las plantaciones plataneras propiedad de sus padres.
Empezó derecho internacional en Ginebra, pero pronto se orientó hacia los estudios de arquitectura y literatura en esa misma ciudad; los abandonó un año para mudarse a París con la intención de estudiar arte. En 1970 se instaló en Londres, donde consiguió trabajo como fotógrafo en el Sunday Times. Se introdujo rápidamente en el mundo de la moda, haciendo amistad con personajes como Eric Boman o Paloma Picasso, que le presentó en 1971 a Diana Vreeland, editora de Vogue USA, quien le encauzó hacia su futuro como diseñador de zapatos.
En 1973 abrió su primera tienda de calzado, Zapata, en la calle Old Church del distrito Chelsea de Londres (Inglaterra) Reino Unido. En 2012 había realizado ya más de 25 000 pares distintos de zapatos, pero, perfeccionista compulsivo, todavía sigue buscando un modelo perfecto; sus creaciones tardan meses en realizarse y originan kilométricas listas de espera porque se confeccionan solo 80 pares al día. Él es el único que dibuja sus bocetos, los esculpe a mano en madera de arce y los pinta y recorta personalmente. Una vez hecho el prototipo, los envía a Italia —cuna de los zapateros más expertos del mundo— para que superen más de 50 procesos de producción. Y además se los prueba él mismo, costumbre que mantuvo hasta que se rompió los ligamentos y los médicos se lo prohibieron.
No sigue las tendencias: crea piezas que sobrepasan el concepto de moda para convertirse en obras de arte; su innovación se debe a la mezcla de estilos y referencias artísticas del pasado. Colores preciosos, texturas, tejidos y formas que hacen experimentar la misma sensación que si admiraras un cuadro, y cierta teatralidad en cada detalle, incluidos los nombres con los que bautiza sus creaciones, son su sello característico.
Blahnik fue reconocido con el título honorario de Orden del Imperio Británico (Commander of the British Empire) en 2007 por su servicio a la industria de la moda británica. El 11 de mayo de 2016 fue investido doctor honoris causa por la Universidad de La Laguna, San Cristóbal de La Laguna (Santa Cruz de Tenerife, España).
Hoy en día reside en Bath (Somerset) Reino Unido y sus zapatos, conocidos como «manolos», son vendidos a precios de entre 500 y 4000 dólares, en las pocas boutiques oficiales del diseñador o en lujosos grandes almacenes.
En 2017 a raíz del 45.º aniversario de la marca se organizó la muestra Manolo Blahnik. El arte del zapato, con una selección de más de 200 zapatos y 80 dibujos originales. Tras pasar por Milán, San Petersburgo y Praga, estuvo en el Museo Nacional de Artes Decorativas de Madrid, de 28 de noviembre de 2017 (75.º aniversario del diseñador) a 8 de marzo de 2018, y proseguirá su periplo en Toronto. El 15 de septiembre de 2017 se estrenó un documental titulado Manolo: The Boy Who Made Shoes for Lizards, dedicado a su trayectoria profesional.

## Libros publicados
- Manolo Blahnik (2016). Manolo Blahnik: Fleeting Gestures and Obsessions [Manolo Blahnik. Gestos fugaces y obsesiones]. Rizzoli International Publications, Incorporated. ISBN 978-0-8478-5952-8.